# メイジャー・ペナー
メイジャー・ペナー（Major Penner、名前不明、生年不明 - 1718年）は、カリブ海で活動した海賊、船長。
なお、メイジャー（Major）は、（陸軍またはイギリス海兵隊の）少佐を意味し、通称であって名前ではない（ウィリアム・キッドをキャプテン・キッド（キッド船長）と呼ぶのと同じ）。キャプテン（Captain、船長または海軍大佐）よりも、メイジャー（陸軍少佐）と呼ばれることを好んだという。

## 人物
1718年7月にニュープロビデンス島のナッソーに着任した初代バハマ総督ウッズ・ロジャーズに対し降伏して、1718年1月に布告された王の恩赦（海賊に対し、9月5日までに降伏すれば、それまでのすべての海賊行為を赦免する、というもの）を受けて引退した海賊船長の1人であり、それ以外の記録はほとんどなく、来歴も不明。キャプテン・チャールズ・ジョンソンの『海賊史』では当時、ニュープロビデンス島にいた海賊たちの指揮官（Commanders）として、ベンジャミン・ホーニゴールドやチャールズ・ヴェインといった他の有名な海賊と共に、その名が言及されている。『海賊史』によれば、結局ペナーはその年のうちに海賊に復帰したが、すぐに殺され、36門の大砲を備えた海賊船ボネッタ（Bonetta）号ごと手下たちは捕らえられたという。